# Пелагейченко, Эдуард Иванович
Эдуард Иванович Пелагейченко (род. 2 января 1940, Ворошиловград, Украинская ССР) — советский и белорусский оперный певец (лирический тенор), педагог, народный артист РСФСР (1984).

## Биография
Эдуард Иванович Пелагейченко родился 2 января 1940 года в Ворошиловграде, Украинская ССР. Окончил Алтайский политехнический институт в 1964 году (специальность «Машины и технология литейного производства»).  В 1972 году окончил Новосибирскую консерваторию (класс А. Жукова и В. Арканова).
В 1972—1985 годах был солистом Пермского театра оперы и балета.
В 1985—2006 годах был ведущим солистом Национального академического Большого театра оперы и балета Республики Беларусь. Исполнил более 20 ведущих партий лирического и драматического репертуара.
Выступал как концертный певец, записал на радио все 103 романса П. Чайковского.
Преподаёт в Белорусской государственной академии музыки, доцент кафедры пения.

### Семья
- Жена — балерина и балетмейстер Нина Николаевна Дьяченко (род. 1944), заслуженная артистка РСФСР.

## Награды и премии
- Заслуженный артист РСФСР (16.03.1978).
- Народный артист РСФСР (28.04.1984).
- Медаль Франциска Скорины (1.06.1999)[2].
- Государственная премия Республики Беларусь за роли Германа, Хозе, Радамеса, Туридду, Альфреда Илла (2001)[3].

## Работы в театре
- «Севильский цирюльник» Дж. Россини — граф Альмавива
- «Кармен» Ж. Бизе — Хозе[4]
- «Травиата» Дж. Верди — Альфред[4]
- «Дон Карлос» Дж. Верди — Дон Карлос
- «Бал-маскарад» Дж. Верди — Ричард
- «Аида Дж. Верди — Радамес
- «Мадам Баттерфляй» Дж. Пуччини — Пинкертон
- «Флория Тоска» Дж. Пуччини — Каварадосси
- «Сельская честь» П. Масканьи — Туридду
- «Евгений Онегин» П. Чайковского — Ленский
- «Иоланта» П. Чайковского — Водемон
- «Пиковая дама» П. Чайковского — Герман
- «Русалка» А. Даргомыжского — Князь
- «Борис Годунов» М. Мусоргского — юродивый, Шуйский
- «Князь Игорь» А. Бородина — Владимир Игоревич
- «Царская невеста» Н. Римского-Корсакова — Лыков
- «Фауст» Ш. Гуно — Фауст[4]
- «Визит дамы» С. Кортеса — Альфред Илл
- «Мастер и Маргарита» Е. Глебова
- «Юбилей» С. Кортеса